# Theodore Ayrault Dodge

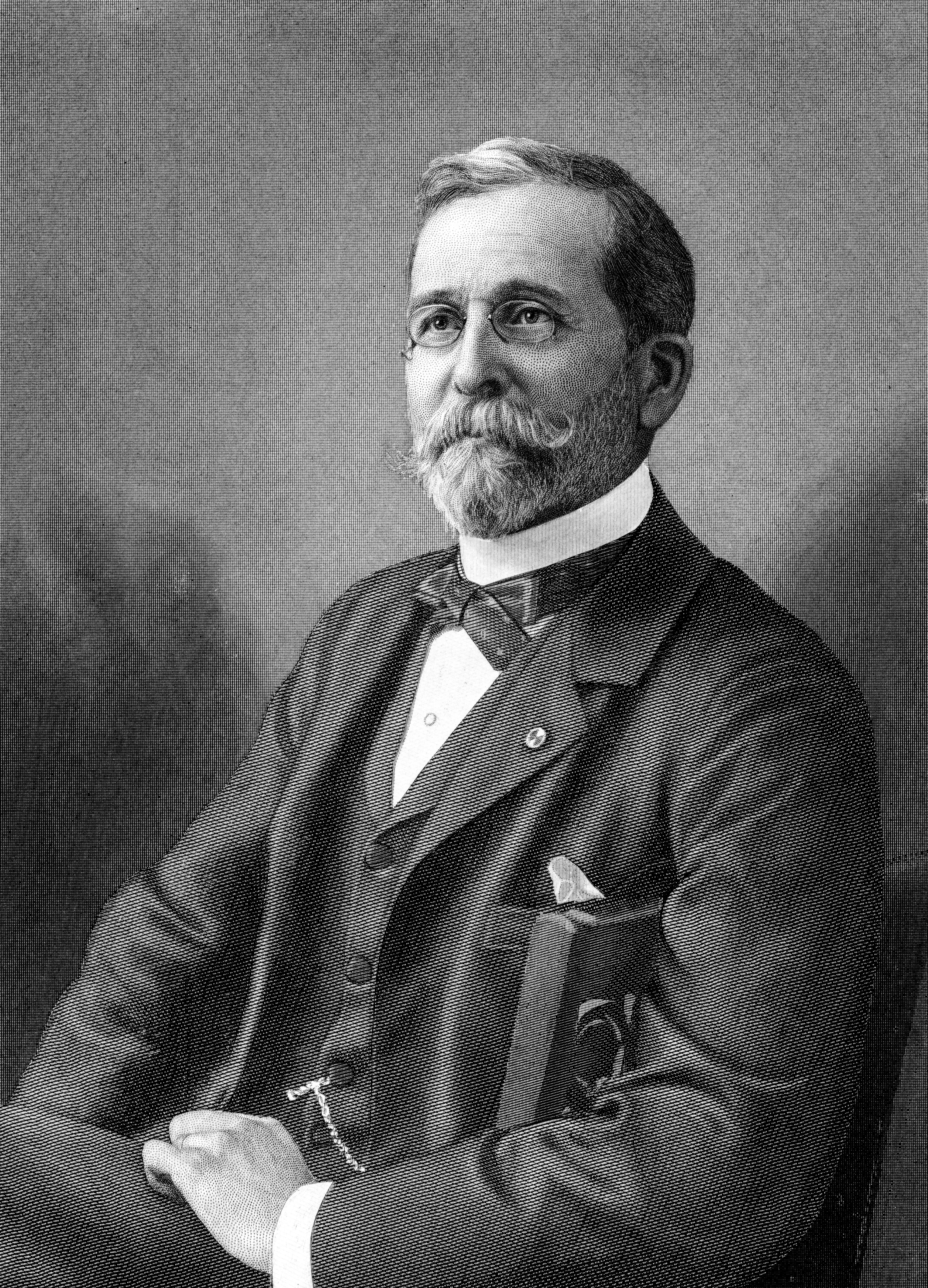
Theodore Dodge em 1897.

Theodore Ayrault Dodge (Pittsfield, Massachusetts, 28 de maio de 1842 – Paris, França, 26 de outubro de 1909) foi um militar americano e oficial da União durante a Guerra de Secessão estadounidense, além de exercer como historiador militar.
Escreveu trabalhos sobre tal conflito e sobre os grandes generais europeus e da Antiguidade. Considerado por seus contemporâneos e outros historiadores como o maior historiador militar estadounidense do século XIX. 